# ATP Challenger Göteborg
Der ATP Challenger Göteborg (offiziell: Gothenburg Challenger) war ein Tennisturnier, das 1993 in Göteborg, Schweden, stattfand. Es gehörte zur ATP Challenger Tour und wurde in der Halle auf Teppich gespielt. Jeremy Bates gewann im Einzel und Doppel die einzige Ausgabe.

## Liste der Sieger

### Einzel
| Jahr | Sieger       | Finalgegner    | Ergebnis |
| ---- | ------------ | -------------- | -------- |
| 1993 | Jeremy Bates | Alex Rădulescu | 6:2, 6:3 |

### Doppel
| Jahr | Sieger                       | Finalgegner                 | Ergebnis |
| ---- | ---------------------------- | --------------------------- | -------- |
| 1993 | Jeremy Bates Chris Wilkinson | Andrew Foster Ross Matheson | 7:6, 6:3 |